# Визингер, Кай
Кай Ви́зингер (нем. Kai Wiesinger; род. 16 апреля 1966, Ганновер) — немецкий актёр театра, кино, телевидения и озвучивания, продюсер.

## Биография

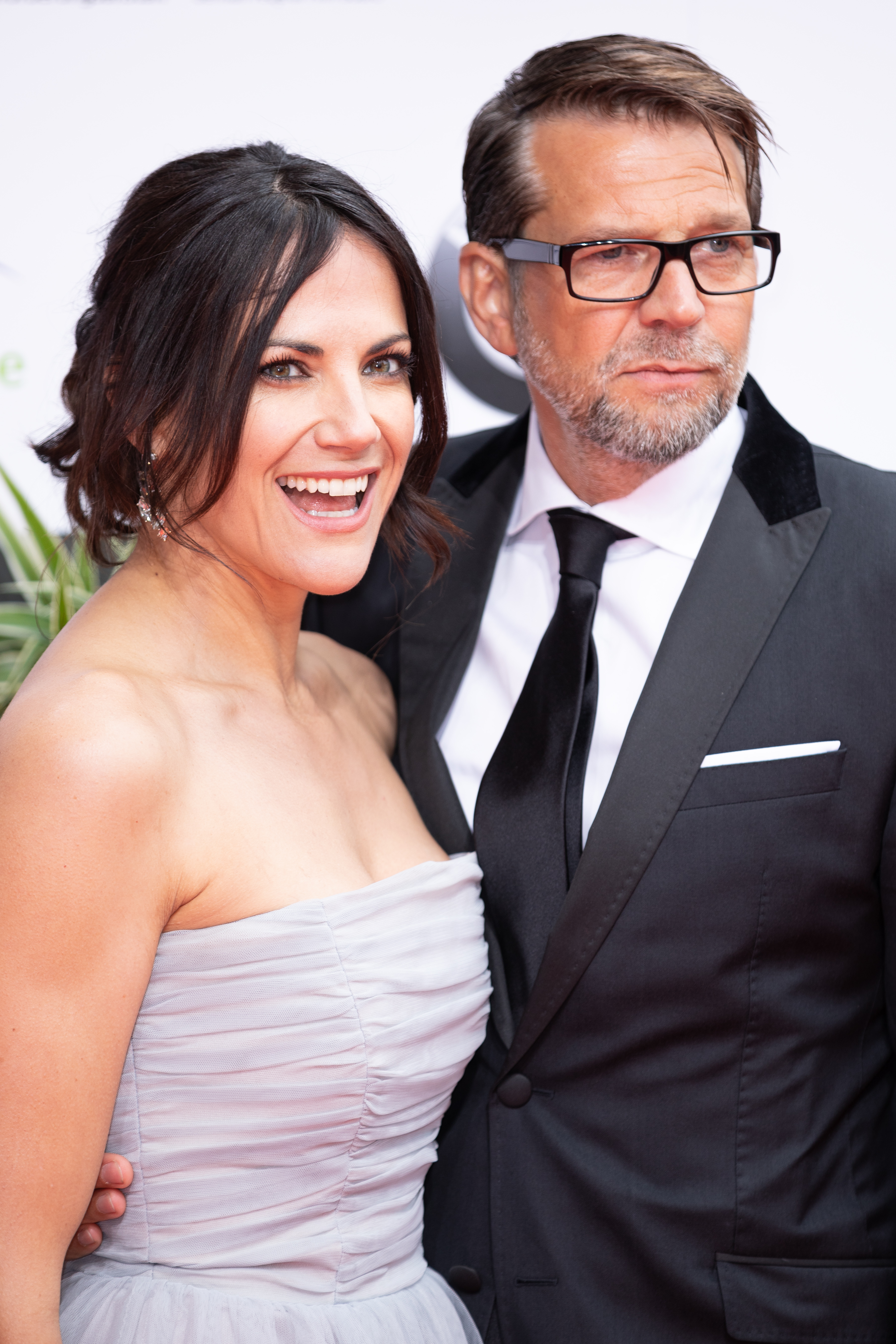
Кай Визингер и Беттина Циммерман на церемонии вручения Deutscher Filmpreis 2019

С юности посещал курсы актёрского мастерства в Ганновере. Фельдшером служил в гражданской спасательной службе немецкого Красного Креста.
В 1990 году после окончания школы актёрского мастерства в Мюнхене дебютировал на театральной сцене. Играл на сцене государственного баварского театра Bayerisches Staatsschauspiel.
Активно работает на немецком телевидении и снимается в кино с 1992 года. Снялся в 60 кино-, телефильмах и сериалах.
В 1990-х годах основал продюсерский дом Arranque.

## Личная жизнь
С 1998 до 2013 года был женат на актрисе Шанта́ль де Фра́йтас (1967—2013). У супругов двое дочерей, Пони и Лара, которым на момент смерти матери было 12 и 15 лет.
В феврале 2014 года на Берлинале Визингер объявил о своей новой подружке, немецкой актрисе Беттине Циммерманн. Первый ребёнок у пары родился в конце декабря 2015 года.
В начале 2000-х участвовал в рекламных кампаниях мужской модели магазина Peek & Cloppenburg и бренда одежды Baldessarini. В 2004 году получил специальную награду от редакции журнала «GQ» в номинации «Лучший одетый мужчина».

## Избранная фильмография
- 2012 — В поисках Янтарной комнаты — Эйк Майерс
- 2010 — Копьё судьбы — Эйк Майерс
- 2008 — Невиновность
- 2008 — Густлофф — капитан Гельмут Гехдинг
- 2008 — Виновный
- 2007 — Борьба за справедливость
- 2006 — Дрезден — Саймон Голдберг
- 2005—2021 — Место преступления (телесериал)
- 2003 — Военнопленный
- 2002 — Падшие ангелы — Том Кравен
- 2002 — Дракула — доктор Сьюард
- 2001 — Убийство в Восточном экспрессе — Филипп фон Штраус
- 2001 — Эмиль и сыщики — Кнут Тишбейн
- 1999 — Высшая правда — Петер Рём
- 1998 — Тёмный дождь
- 1998 — Приключения Флика (озвучивание)
- 1997 — Комедийный музыкант — Эрвин Боц[нем.]||пианист
- 1997 — 14 дней на жизнь — Конрад фон Зейдлиц
- 1995 — Городские слухи — Карл
- 1994—2009 — Женщина-комиссар
- 1994 — Самый желанный мужчина — Гуннар
- 1994 — Пятый в квартете — Клаус Форман
- 1992—1993 — Хроники молодого Индианы Джонса
- 1992 — Маленькие акулы — Йоханес

## Награды и номинации
- 1992 — кинопремия Bayerischer Filmpreis
- 1997 — номинация на премию Deutscher Filmpreis
- 1997 — кинопремия Bayerischer Filmpreis
- 2014 – премия Blauer Panther — TV & Streaming Award